# Kevin Luron
Kevin Luron (né le 8 novembre 1991 au Mans) est un athlète français, spécialiste du triple saut.

## Biographie
Il remporte la médaille d'argent du triple saut lors des Jeux de la Francophonie 2017.
En 2018, il devient vice-champion de France lors des Championnats de France d'athlétisme 2018, derrière Harold Correa. Il se classe troisième de la coupe du monde d'athlétisme 2018 à Londres.
Il est deuxième du triple saut aux Championnats de France d'athlétisme en salle 2019.